# Небрат
Не́брат (укр. Небрат) — село, входит в Бородянский район Киевской области Украины.
Население по переписи 2001 года составляло 231 человек. Почтовый индекс — 07814. Телефонный код — 8-04477. Занимает площадь 20 км². Код КОАТУУ — 3221086301.

## Местный совет
07814, Киевская обл., Бородянский р-н, с. Небрат, ул. Ленина, 74